# Emi van Driel
Emi van Driel (Breda, 11 de junho de 2000) é uma jogadora de vôlei de praia neerlandesa.

## Carreira
Em 2017 formou dupla com Raïsa Schoon e sagram-se vice-campeãs no Campeonato Europeu Sub-18 em Cazãe com esta também disputou a edição do Campeonato Mundial Sub-19 sediado em Nanquim obtendo a medalha de pratae terminaram na nona posição nos Jogos Olímpicos de Verão da Juventude em 2018 realizados em Buenos Aires.Na edição do Campeonato Mundial Sub-21 de 2019 sediado em Udon Thani terminaram na trigésima sétima posição.
Em 2019 conquistou com Raïsa Schoon o vice-campeonato europeu na categoria Sub-20 sediado em Göteborg.No Circuito Mundial de 2019 conquistaram os títulos dos torneios uma estrela de Göteborg e de Alba Adriatica, além das terceiras posições nos torneios uma estrela de Budapeste e Knokke-Heist.

## Títulos e resultados
- Future de Haia do Circuito Mundial de 2022
- Torneio 1* de Alba Adriatica do Circuito Mundial de 2019
- Torneio 1* de Göteborg do Circuito Mundial de 2019
- Torneio 1* de Knokke-Heist do Circuito Mundial de 2019
- Torneio 1* de Budapeste do Circuito Mundial de 2019